# Hipónico II
Hipónico (en griego antiguo: Ἱππόνικος), hijo de Calias, apodado Amón, fue un ciudadano ateniense del siglo V a. C. Se le conoce como Hipónico II porque, en su familia, tanto su abuelo como su nieto también se llamaban Hipónico.
Según Ateneo, conocía en Eretria, ciudad de Eubea, a un hombre llamado Diomnesto. El comandante en jefe persa del  ejército aqueménida, que había emprendido una expedición contra Eubea depositó su dinero en una habitación de la casa de Diomnesto. Una vez muertos los expedicionarios persas, nadie supo que Diomnesto lo tenía. Cuando el rey persa envió una nueva expedición contra Eretria, La familia de Diomnesto confió la fortuna a Hipónico, para que la guardase en Atenas. Cuando los persas deportaron a todos los eretrios, Hipónico y su familia se convirtieron en custodios de una gran fortuna.
Tuvo un hijo llamado Calias, que tuvo un cierto papel en las negociaciones para dar por concluidas las pretensiones persas sobre la Jonia. Este, a su vez, tuvo un hijo llamado Hipónico, que a su vez tuvo un hijo llamado Calias, en una alternancia de nombres importante para la familia pero que logra confundir a los historiadores. 
Su nieto Hipónico, el tercero de tal nombre, solicitó a los atenienses que construyeran un edificio en la acrópolis de Atenas para depositar el dinero, alegando que no era seguro dejar esta fortuna en una casa privada. Los atenienses estaban dispuestos a concedérselo, pero aconsejado por sus amigos, cambió de opinión. Su hijo Calias, malgastó esa fortuna en una vida de disipación, rodeado de aduladores, y terminó sus días privado de lo necesario para cubrir sus necesidades básicas.